# Sa'da
Saʿda (in arabo صعدة‎?), è una città dello Yemen, capoluogo dell'omonimo governatorato nel nord-ovest del Paese. Si trova a circa 1.800 metri di altezza.